# Ana de Constantinopla
Ana de Constantinopla o Ana de Macedonia (n. h. 885-m. h. 912) fue una hija del emperador bizantino León VI el Sabio (866-912) y de Zoe Zautzina.
Una carta atribuida a Nicolás I el Místico por Christian Settipani menciona negociaciones para prometer a esta segunda hija de León y Zoe con Luis III el Ciego, rey de Provenza y emperador de Occidente. Si las negociaciones terminaron o no y si el matrimonio llegó a ocurrir es algo que se desconoce. Algunos historiadores creen que Ana nunca se casó con Luis el Ciego.
Sin embargo, Settipani y otros genealogistas consideran que el matrimonio sí se celebró, en 900. Así, el enlace uniría las familias reales de Occidente y las dinastías de Oriente. El resultado de esta unión sería Carlos Constantino de Vienne, cuyo nombre claramente sería compuesto de Occidente y Oriente. Se cree, sobre todo por razones onomásticas que Ana de Provenza, la segunda esposa del emperador Berengario I de Italia sería otra descendiente de este matrimonio entre Luis el Ciego y Ana de Constantinopla.
Ana fue enterrada en Constantinopla, lo que sería un dato a favor de la tesis de que nunca abandonó la corte de su padre. 
| Predecesor: Ota                  | Emperatriz del Sacro Imperio 15/22 de febrero de 901-21 de julio de 905 | Sucesor: Bertila de Spoleto          |
| Predecesor: Ermengarda de Italia | Reina consorte de la Baja Borgoña 900-912                               | Sucesor: Adelaida de la Alta Borgoña |

- Esta obra contiene una traducción  derivada de «Anne de Constantinople» de Wikipedia en francés, publicada por sus editores bajo la Licencia de documentación libre de GNU y la Licencia Creative Commons Atribución-CompartirIgual 4.0 Internacional.

- Datos: Q2851340